# Гало (Напуљ)
Гало је насеље у Италији у округу Напуљ, региону Кампанија.
Према процени из 2011. у насељу је живело 518 становника. Насеље се налази на надморској висини од 63 м.